# District de Surselva

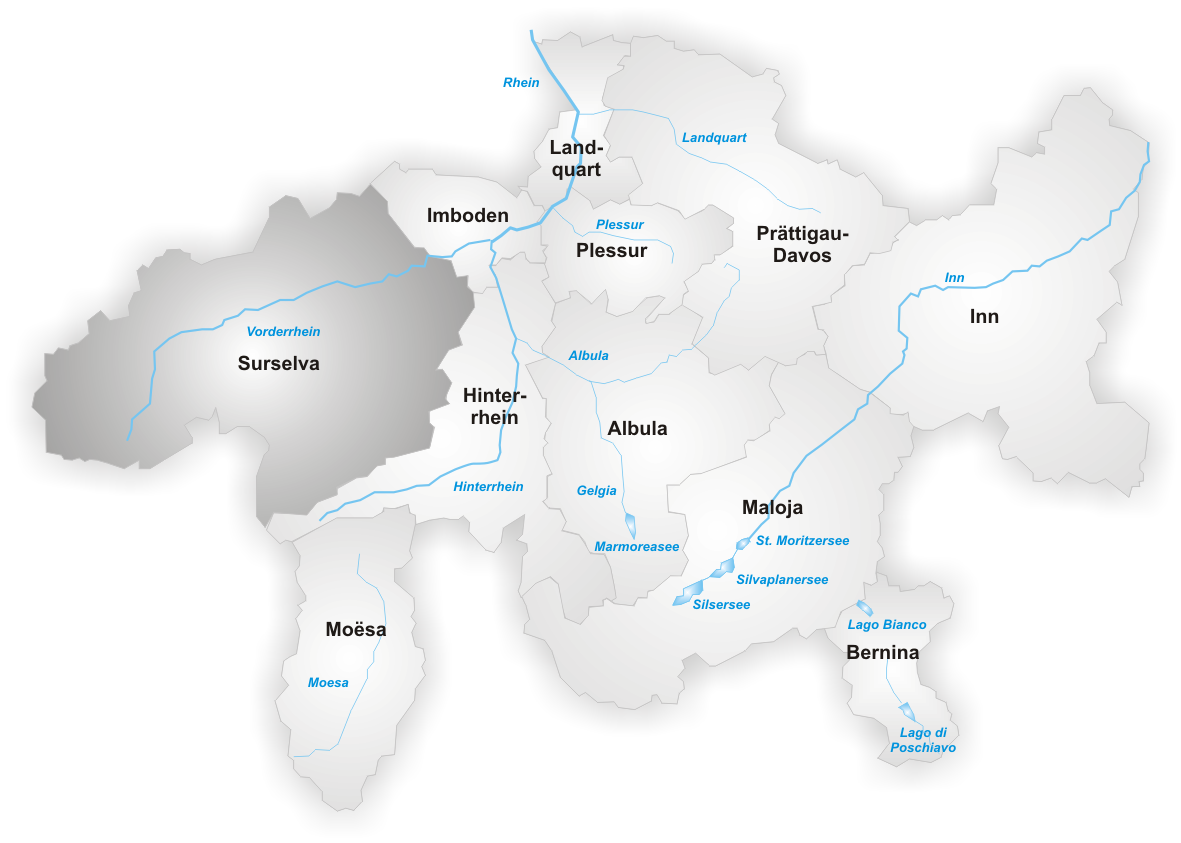
Le district de Surselva.

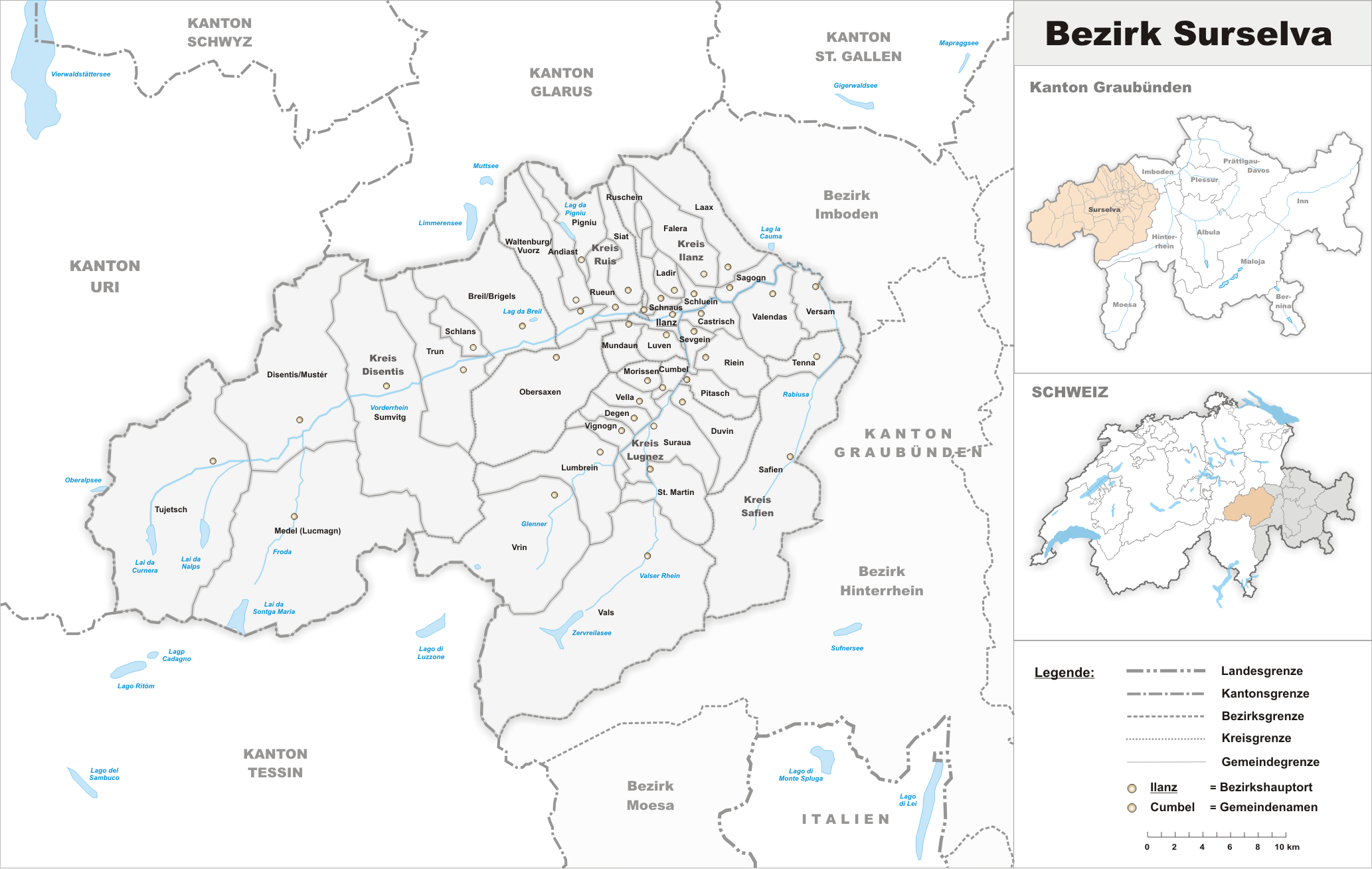
Les communes du district de Surselva.

Le district de Surselva (romanche : ) était un des 11 districts du canton des Grisons en Suisse. 
Il comptait 18 communes réparties en cinq cercles communaux.
Il est remplacé le 1er janvier 2016 par la région de Surselva, qui reprend le même périmètre. 

## Communes

### Cercle communal de Disentis
- Breil/Brigels
- Disentis/Mustér
- Medel (Lucmagn)
- Sumvitg
- Trun
- Tujetsch

### Cercle communal de Ilanz
- Falera
- Ilanz/Glion
- Laax
- Mundaun
- Sagogn
- Schluein

### Cercle communal de Lumnezia/Lugnez
- Lumnezia
- Vals

### Cercle communal de Ruis
- Andiast
- Obersaxen Mundaun
- Waltensburg/Vuorz

### Cercle communal de Safien
- Safiental